# Tetrastichus ootyensis
Tetrastichus ootyensis är en stekelart som beskrevs av Saraswat 1975. Tetrastichus ootyensis ingår i släktet Tetrastichus och familjen finglanssteklar. Inga underarter finns listade i Catalogue of Life.